# 戈比杰蒂巴勒耶姆
戈比杰蒂巴勒耶姆（Gobichettipalayam）是印度泰米尔纳德邦埃羅德縣的一个城镇。总人口55150（2001年）。

## 人口
该地2001年总人口55150人，其中男性27289人，女性27861人；0—6岁人口4718人，其中男2384人，女2334人；识字率74.26%，其中男性为80.30%，女性为68.34%。